# You're My Heart, You're My Soul
You're My Heart, You're My Soul är en låt framförd av Modern Talking. Ursprungsversionen kom 1984 och blev en stor hit. Den fanns också med i deras debutalbum The First Album som släpptes 1985. Modern Talking har under senare år tagit fram nyare versioner av denna sång och en nyare version kom 1998 i albumet Back for Good, samma år gjorde Modern Talking även en rapversion.